# Maricopa (Arizona)
Maricopa è una città degli Stati Uniti d'America situata nella Contea di Pinal, nello Stato dell'Arizona.